# Der Unbeugsame (1984)
Der Unbeugsame ist ein Sportfilm aus dem Jahr 1984, entstanden unter der Regie von Barry Levinson. Die Handlung basiert auf der Novelle The Natural von Bernard Malamud, der auch am Drehbuch mitwirkte. Der Film kam im Januar 1984 in die US-Kinos, in Deutschland war er ab Oktober desselben Jahres zu sehen.

## Handlung
Der Film erzählt die Geschichte des Roy Hobbs, eines im Mittleren Westen der USA auf einer Farm aufgewachsenen Baseballspielers. Als Junge trainierte er mit seinem Vater auf den Feldern um das Haus, allerdings starb dieser an einem Herzinfarkt, als Roy noch ein Teenager war. Als der Baum, unter dem sein Vater starb, eines Nachts von einem Blitz getroffen wird, schnitzt der junge Roy sich aus dem Holz einen neuen Schläger, den er Wonderboy nennt.
Einige Jahre später hat Hobbs eine Chance, in der Profiliga Fuß zu fassen, weswegen er seine Heimat verlässt. Als er sich auf eine Liaison mit einem weiblichen Fan einlässt, erleidet seine Karriere ein frühes (vorläufiges) Ende, denn die junge, wie sich herausstellt psychisch instabile Frau schießt ihn nieder und begeht kurz darauf Selbstmord.
16 Jahre später wird der gealterte Hobbs, der nach seiner Genesung durch niedere Spielklassen getingelt war, von einem Team der höchsten Spielklasse engagiert. Wie man später erfährt, kommt der Kontrakt nur zustande, weil der Besitzer des Teams, der sogenannte „Richter“, nicht an wirklichen Verstärkungen interessiert ist, denn bei ausbleibendem Erfolg übernimmt er die vollständige Kontrolle über die Mannschaft, die zu einem Teil noch dem Trainer gehört. Unterstützt wird der Richter dabei von dem Spieler Sands und von Memo Paris, die für ihn die Spieler von einem professionellen Leben abhält.
Trotz dieser Ausgangslage entwickelt sich die Außenseitermannschaft dank Roy Hobbs zu einem Siegerteam. Nebenbei trifft Hobbs auch seine Jugendliebe Iris wieder und erfährt, dass er kurz vor seiner Abreise einen Sohn gezeugt hat.
Trotz verschiedener weiterer Probleme in der Saison erreicht die Mannschaft schließlich tatsächlich das Finale der Meisterschaft, in dem Wonderboy zu Bruch geht. Den entscheidenden Home Run schlägt Roy Hobbs mit dem geliehenen Schläger Savoy Spezial, den er einige Zeit zuvor mit Bobby Savoy, dem Balljungen des Teams, geschnitzt hatte, indem er mit dem Ball, spektakulär, die Flutlichtanlage trifft, die daraufhin Funken schlägt.
Den Schluss des Films bildet eine Szene, in der man Hobbs mit seinem Sohn sieht, die zusammen Baseball spielen.

## Kritiken und Resonanz
Roger Ebert kritisierte, dass der Film sich zu sehr um Redford drehe und die Baseballszenen sowie verschiedene Details unrealistisch seien. Von der Zeitschrift Cinema dagegen erhielt Der Unbeugsame die Höchstwertung: „Mit märchenhaften Bildern, fesselnden Baseball-Szenen und dem damals 48jährigen (und als Twen nicht ganz überzeugenden) Robert Redford erzählt Regisseur Barry Levinson eine wunderbar altmodische Sportlerstory.“
Der Film spielte bei einem Budget von 28 Millionen US-Dollar in amerikanischen Kinos etwa 48 Millionen Dollar ein.

## Auszeichnungen
Der Unbeugsame war 1985 für vier Oscars nominiert (Glenn Close als beste Nebendarstellerin, bestes Produktionsdesign, beste Kamera und beste Filmmusik), ging allerdings leer aus.